# Wilkanówko
Wilkanówko (Grüneberg, Grünberg, Seifersholz, Heinrichau, Schloin) – meteoryt, który 22 marca 1841 roku o godzinie 15:30 spadł na pola w okolicy dzisiejszego Wilkanowa. Był on podzielony na dwa odłamy, których łączna masa wynosiła około 1 kg. Odgłos upadku meteorytu był słyszalny w pobliskich miejscowościach – Żaganiu, Sulechowie i Nowej Soli. Jego odłamki zostały zakupione przez muzea w Berlinie, Londynie, Watykanie, Nowym Jorku, Kalkucie i Wrocławiu. Największy fragment Wilkanówka (0,75 kg) znajduje się w Muzeum Historii Naturalnej w Berlinie. Upadek meteorytu był bezpośrednim przyczynkiem zbudowania Wieży Braniborskiej.

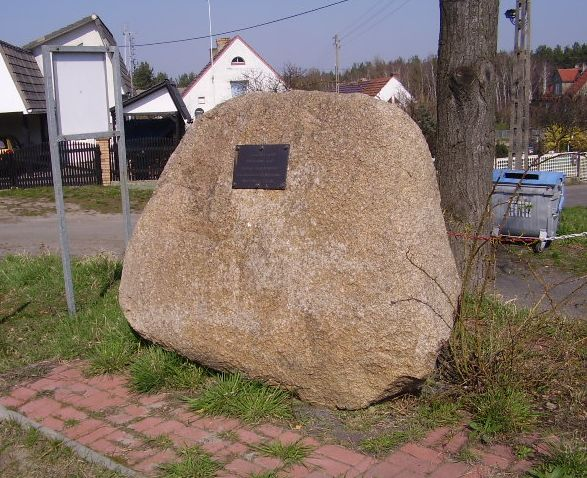
Głaz narzutowy z tablicą

22 marca 2002 roku w Wilkanowie postawiono głaz narzutowy z tablicą upamiętniającą upadek meteorytu.